# Ptolemaios XV. Kaisarion
Ptolemaios XV. (zvaný Filopatór Filometór Kaisarion – „milující otce a matku“, Kaisarion – malý Caesar – Caesarion, řecky Πτολεμαίος ΙΕ' Φιλοπάτωρ Φιλομήτωρ Καισαρίων; (23. června 47 př. n. l. – 23. srpna 30 př. n. l.) byl egyptský král z rodu Ptolemaiovců vládnoucí v letech 44–30 př. n. l. Byl synem egyptské královny Kleopatry VII. a římského vojevůdce Gaia Julia Caesara. Jako datum narození se uvádí 23. červen 47 př. n. l.

## Historický vývoj

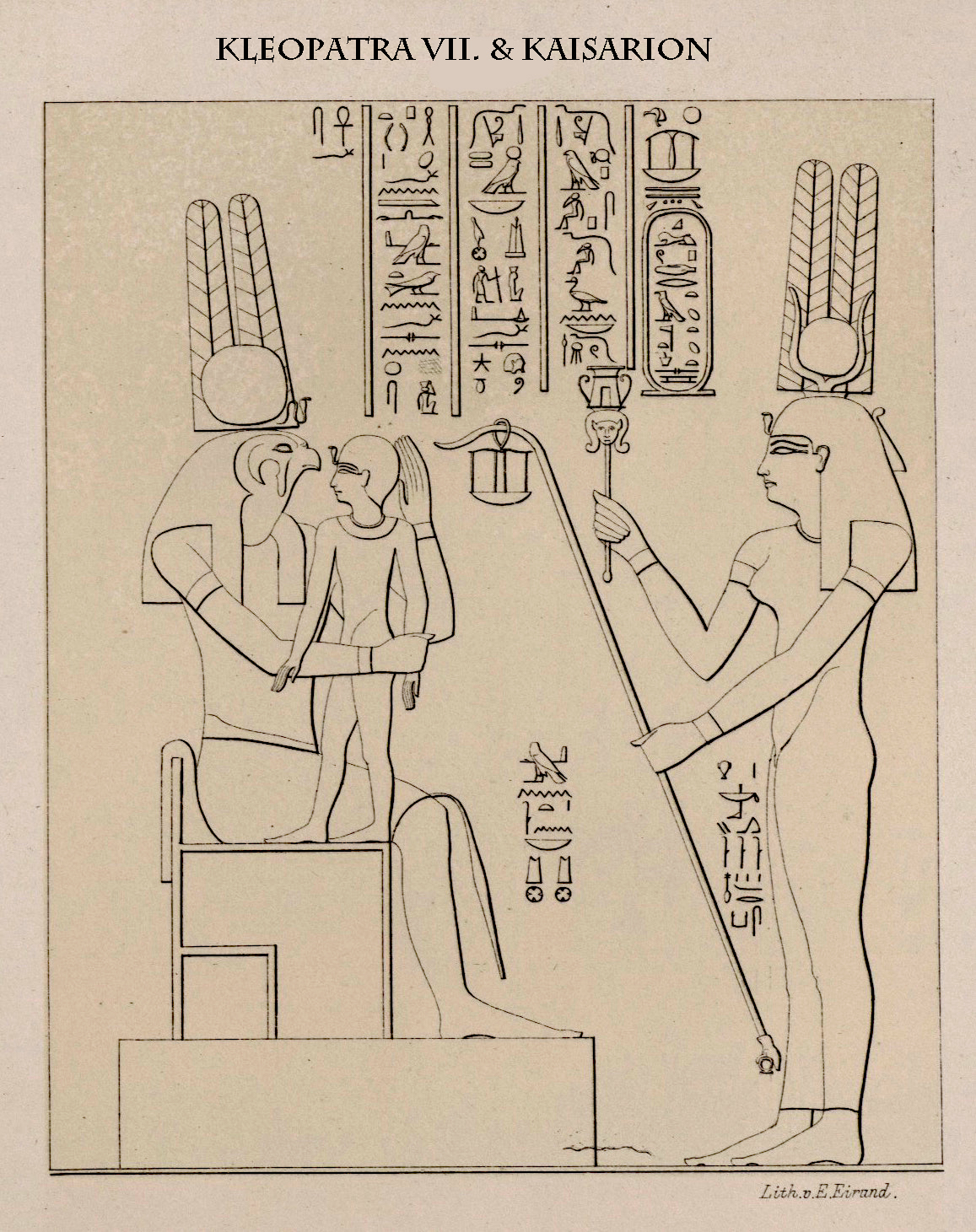
Kleopatra představuje Caesariona bohu Montu; kartuš "Kleopatra, božská otce milující", chrám Erment

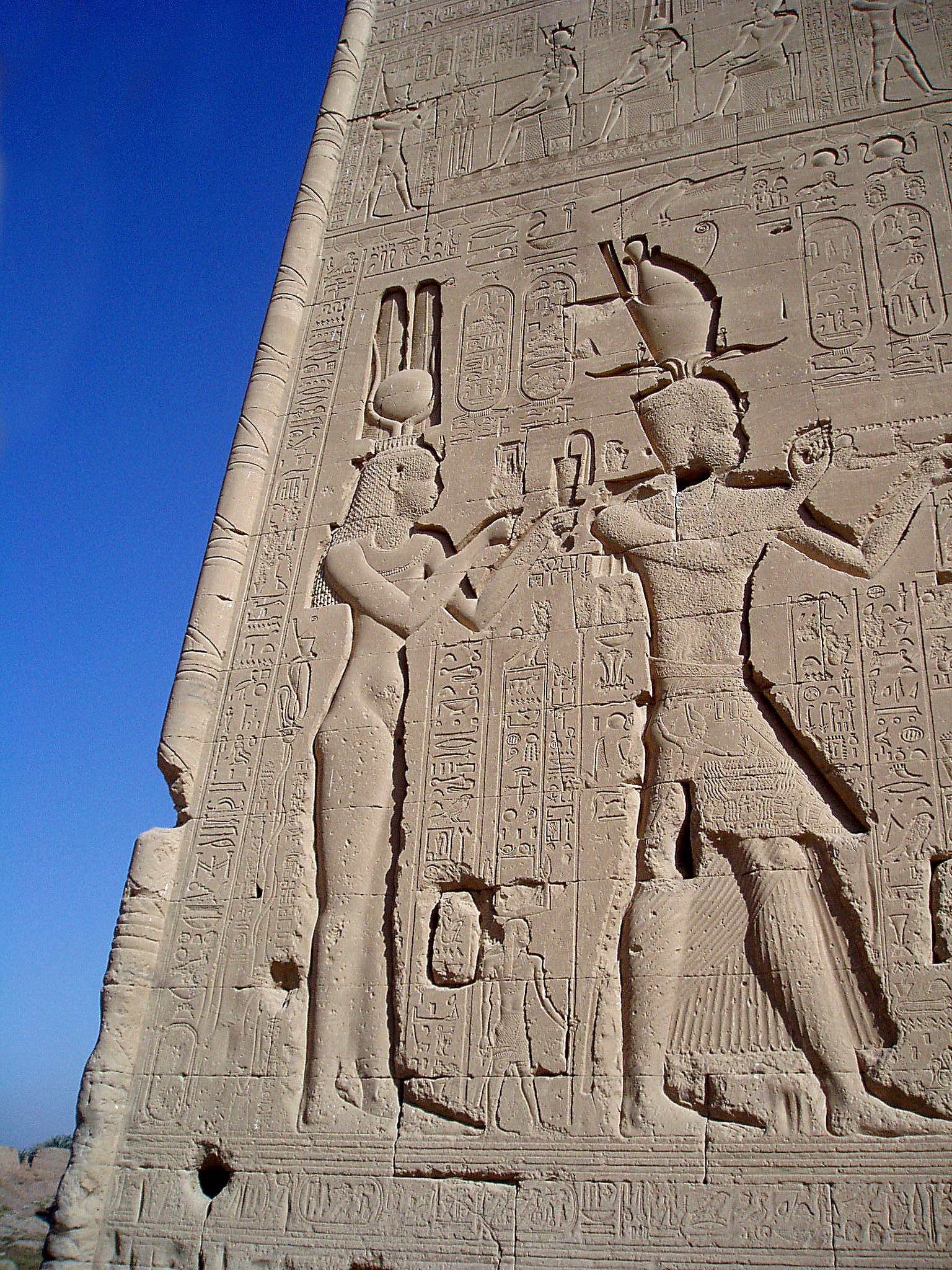
Kleopatra a Caesarion; chrám Dendera

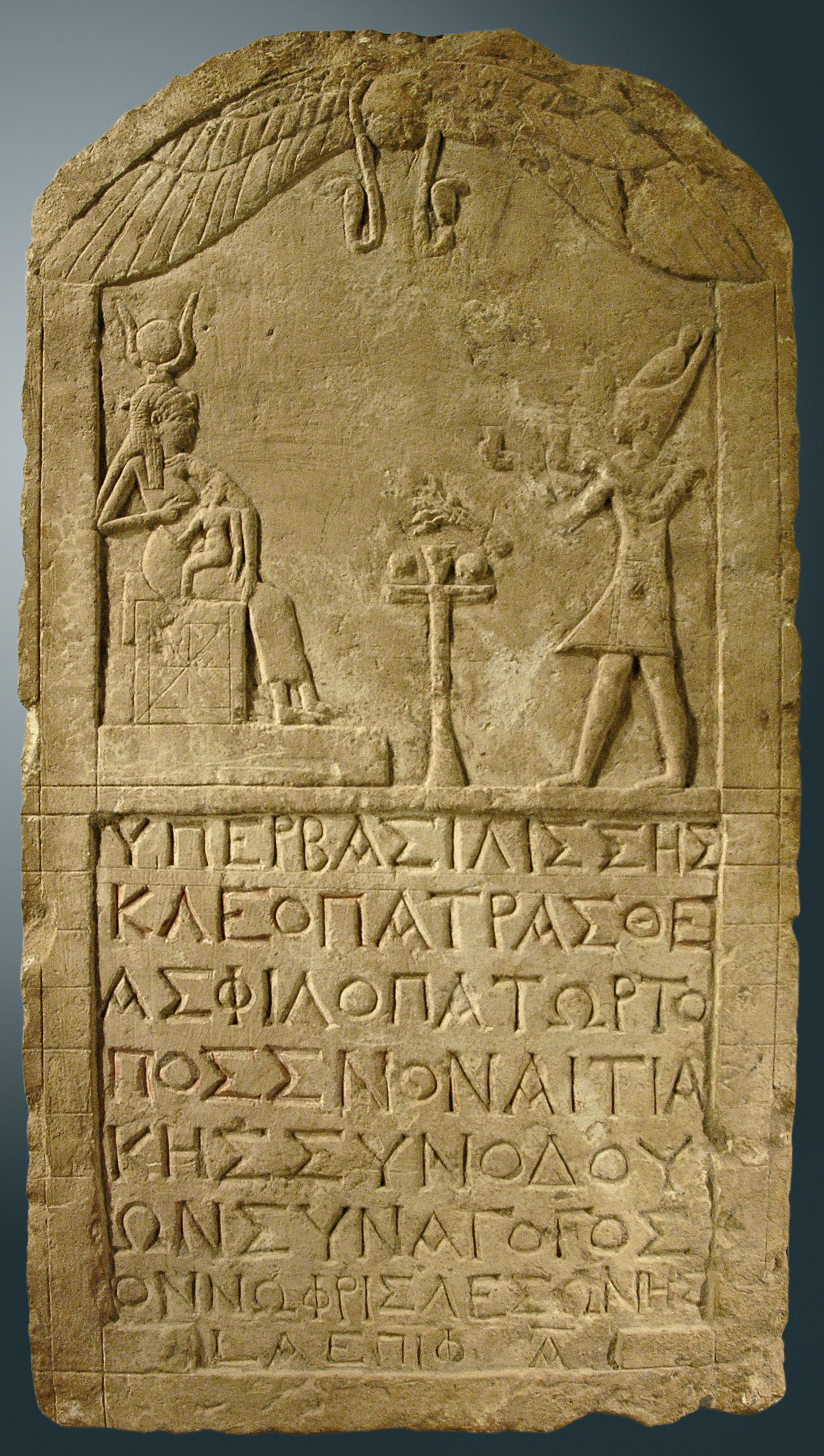
Kleopatra obětuje bohyni Isis

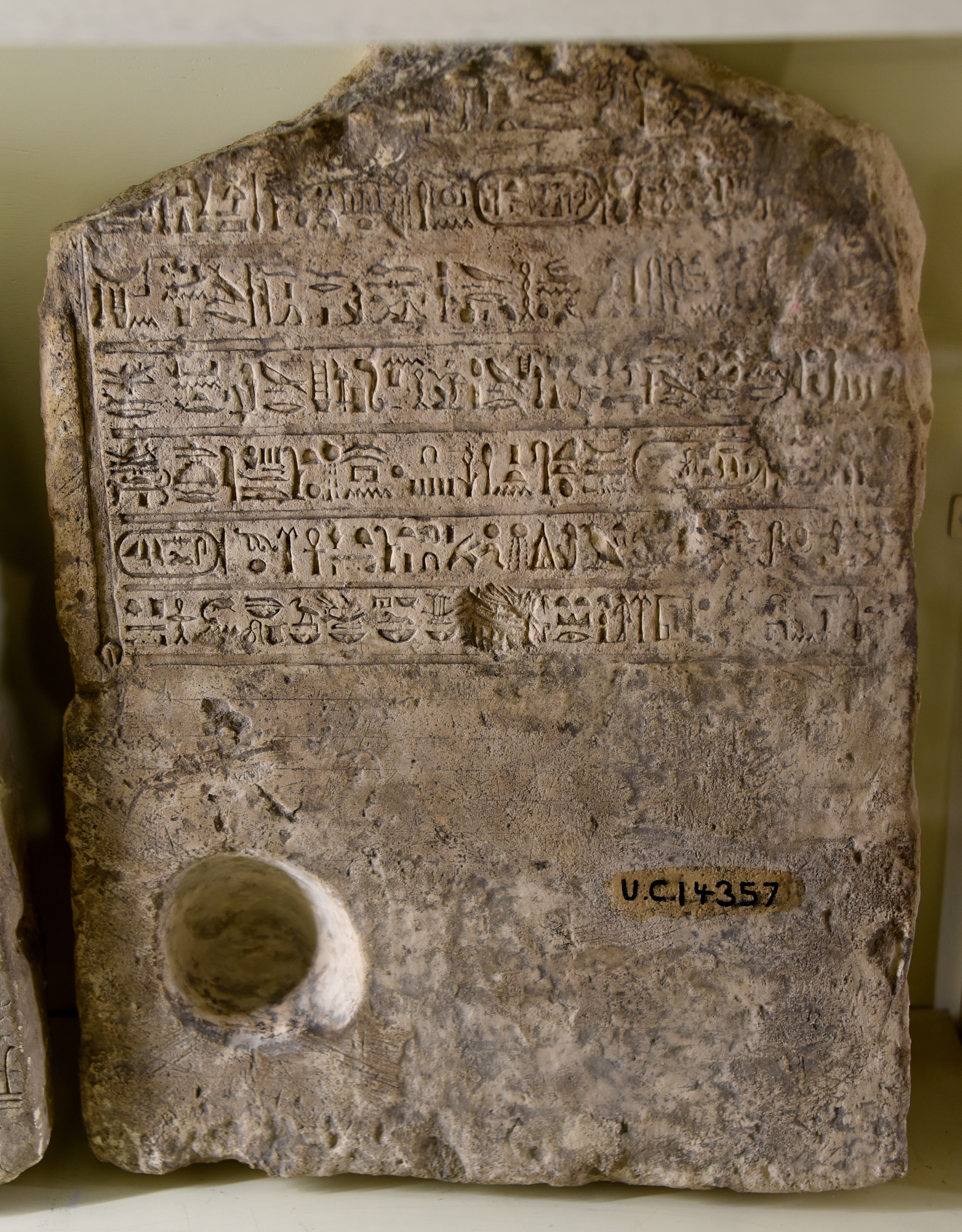
Vápencová stéla nejvyššího Ptahova kněze; vepsány kartuše Kleopatry a Ccasariona

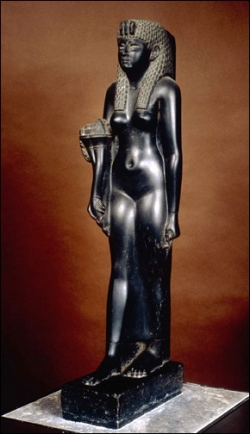
Bazaltová soška Kleopatry VII.

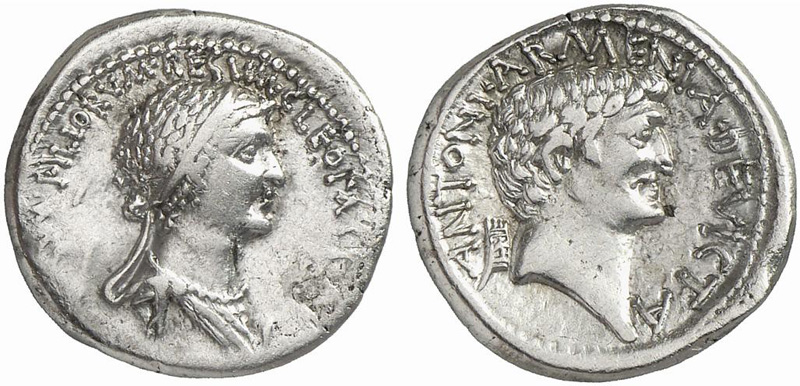
Stříbrná mince s podobiznami Kleopatry a Marka Antonia, vydaná 32 př. n. l.

Egypt v 1. století př. n. l. se již po několik generací potýkal s řadou nestabilních, či neschopných nebo nedospělých vládců ovládaných regenty, ať již jimi byla matka či jiná palácová skupina, kteří ve značně rozvětvené a vzájemně propletené rodové příbuzností, včetně návazných o moc soutěžících skupin, zasahovali do řízení státu. Také v důsledku nízkého věku dožití se o legitimitu nástupnictví vedly tvrdé spory, někdy i brutálně násilné, doprovázené sociálními vzpourami. Po smrti Ptolemaie XII. v roce 51 př. n. l. zdědil trůn Ptolemaios XIII. ve věku 11 let a jeho spoluvladařkou se stala ambiciózní Kleopatra VII.
V roce 48 př. n. l. po sérii potyček mezi silami Ptolemaie XIII. a Arsinoé a vojsky Římské republiky, vedené Caesarem, byly egyptské jednotky poraženy, Caesar obsadil Alexandrii a po konečné porážce v bitvě na Nilu (47 př. n. l.) se Ptolemaios XIII. při útěku utopil. Kleopatra VII. byla Caesarem dosazena na trůn a za manžela si vybrala svého bratra Ptolemaia XIV. Nicméně to byla jen její snaha udržet zděděnou legitimitu faraonského trůnu. Ovšem ze vztahu s Caesarem se 23. června 47 př. n. l. narodil syn a Kleopatra mu dala jméno Caesar. V Římě její prohlášení syna za syna Caesarova bylo přijato s rozpaky a synkovi přiřkli zdrobnělé jméno Caesarion. Vrcholem jistě bylo i Caesarovo přesvědčování senátu (46 př. n. l.), aby odměnil Kleopatru a jejího bratra Ptolemaie XIV. za jejich loajalitu a udělil jim statut spojenců a přátel římského lidu. Přitom Caesar nikterak nezpochybnil Kleopatřino tvrzení, že Caesarion je jeho dítě, ale naopak potvrdil nezávislost Egypta jako dědictví po jejím otci Ptolemaiovi XII.
Velekněz Hermonitis narození dítěte přivítal reliéfy a hieroglyfickými nápisy, čímž naznačil, že uznává jeho otce, a že je jím diktátor Caesar. Byl to akt uznání legitimity faraona, kterému byly teprve dva roky. Opačné reakce se ovšem ozvaly od římské aristokracie, z obavy z možných následků, které přičítali Caesarovi. V jejích projevech Kleopatru označovali jen za jeho milenku, poněvadž Caesar měl dosud legitimní manželku Calpurnií.
Náhlý atentát Caesara 15. března 44 př. n. l. a zmatek v Římu, který následoval, Kleopatru značně znejistil a již v dubnu, spolu s Caesarionem spěšně odešli z Říma do Egypta. Dospívající stávající manžel Ptolemaios XIV. projevil snahu podílet se na vládě, ale když se Kleopatra vrátila do Alexandrie (44 př. n. l.), nechala vyhlásit Caesariona králem jako Ptolemaios Caesarion Theos Philopator a Philometor (Bůh, který miluje svého otce a svou matku). Zhruba ve stejnou dobu záhadně zemřel Ptolemaios XIV.
 Krátce na to se Kleopatra setkala se sympatiemi Marka Antonia, bylo to někdy v roce 41 př. n. l., kdy již byl uznávaným vojevůdcem a triumvirem a když jej kněží v Efezu prohlásili za živé vtělení Dionýsa. Byl to pro Kleopatru úspěšný diplomatický i osobní úspěch.
 V letech 43–42 př. n. l. pravidelné povodně na Nilu byly katastrofálně nízké a důsledkem byl hladomor a masové rozšíření moru, což ohrožovalo stabilitu státu. Antonius setrvával v Egyptě, ať již byly důvody jeho trvalejšího pobytu jakékoliv, ze vztahu s Kleopatrou se narodily nejprve dvojčata Kleopatra Seléné a Alexander Hélios (25. prosince 40 př. n. l.) a posléze také třetí Ptolemaios Filadelfos (36 př. n. l.). Bratři Helios a Filadefos v poklidu dožili u sestry Kleopatry Seléné, královny a manželky krále Mauretánie Juby II.

## Vláda
Poté, co byl Caesar 15. března 44 př. n. l. zavražděn, Kleopatra se urychleně s bratrem Ptolemaiem XIV. vrátila do Egypta. Ovšem krátce po návratu do Egypta byl Ptolemaios XIV. Theos Filopatór otráven, aby nemohl konkurovat jejímu synkovi Caesarionovi. Podle historika Casia Dia Kleopatra bez odkladu svého syn spojila se svou pozicí královny na egyptském trůnu (44 př. n. l.). V chrámu v Dendeře je velký reliéf bohyně Hathor s chlapcem v obleku faraona. Řekové ve Fajúmu k tomu datu vystavili votivní stélu (jen zachovaný zlomek) Kleopatry a krále Ptolemaia Caesara s textem na zlomku:
Za vlády královny Kleopatry, otce milující bohové a Ptolemaios který také Caesar ptolemáiovského domu Krokodýlímu bohu, kterému oznamují, že je to mladý král …

Papyrus nalezený v Heraclopoplis obsahuje dekret, vydaný Kleopatrou a Caesarionem 13. dubna 41 př. n. l., který dokládá jejich snahu udržet hospodářskou politiku pod vlastní vládou. Dekretem se nařizuje sjednocení povinností platit daně ze zemědělské produkce i Řeky žijící v Alexandrii, vlastníky zemědělské půdy, od kterých byli dosud zproštěni. Rovněž obsahuje ustanovení o daních pro specifickou produkci (např. vinice) a plátce daně v zemědělských nomech
Královna Kleopatra Thea Philopator a král Ptolemaios, který je také Caesarem, Theos Philopator Philometor, strategům z herakleopolského nom, je pozdravuje. Podřízený dekret s nynějším královským listem ať je přepsán řecky a rodným písmem a ať je veřejně vyvěšen v metropoli a na hlavních místech nomů, a vše ostatní ať se děje podle našich příkazů. Dáno Roku 11. Daisios 13, (2. dubna 41 př. n. l.)…

Caesarova vražda zahájila v Římě období pobouření. V rámci téhož roku vypuklo v celé říši nepřátelství mezi Caesarovými dědici a jejich příznivci z republikánské strany, vedené Caesarovými jeho vrahy, Brutusem a Cassiusem. Kleopatra stála před obzvláště těžkými volbami v nové situaci. Její osobní historie by ji přivedla na stranu s Caesarianskou frakcí nadcházející občanské válce, nicméně triumvir Octavianus, který považoval Caesariona za svého potenciální soupeře, ji přiměl k opatrnosti. Přispěl k tomu i Antonius, který byl na vrcholu své prestiže a moci. Jako starší člen druhého triumvirátu byl hlavním strůjcem vítězství v bitvě u Filipp 42 př. n. l. proti zastáncům autority senátu Římské republiky.
Kleopatra, která se po dobu občanské války zdržovala v Tarsu a setkávala se zde s Antoniem, se v roce 37 př. n. l. vrátila do Egypta jako uznávaná vládkyně s legitimním dědicem Ptolemaiem Caesarionem. Přijala nové tituly a přívlastky "Thea Notera", přihlásila se k předkům Ptolemaiovského rodu.
Kleopatra si také zajistila podporu hornoegyptské aristokracie, vlivných místních vládců, jako byl Kallimakhos – guvernér Théb, který vládl Hornímu Egyptu jako místokrál. Kleopatřina výprava do Horního Egypta byla jejím bezvýhradným úspěchem, protože Théby jí zachovaly věrnost po celou dobu její dlouhé vlády až do její smrti.
Antonius na vojenském tažení Sýrií a výboji v Partské říši utrpěl značné ztráty, přičemž zároveň jeho rival Octavianus uspěl v potlačení občanské války v Egyptě a jeho vojenská síla a prestiž se značně zvětšily. Jejich vzájemné soupeření o moc postupně v roce 31 př. n. l. vyvrcholilo ve válečnému střetu poblíž Actia 2. září 31 př. n. l., kde se uvádí střet až 600 lodí. Bitva skončila úplným vítězstvím Octaviana, který vstoupil do Alexandrie 30. srpna 30 př. n. l. I když se Kleopatra snažila s vítězem jednat o zabezpečení své rodiny, neuspěla ve snaze, aby Octavianus ponechal Caesariona vládnout Egyptu. Antonius spáchal sebevraždu a Kleopatře byl dovolen jen jeho pohřeb. Sama po ztrátě víry v budoucnost ukončila svůj život 12. srpna 30 př. n. l.

## Epilog

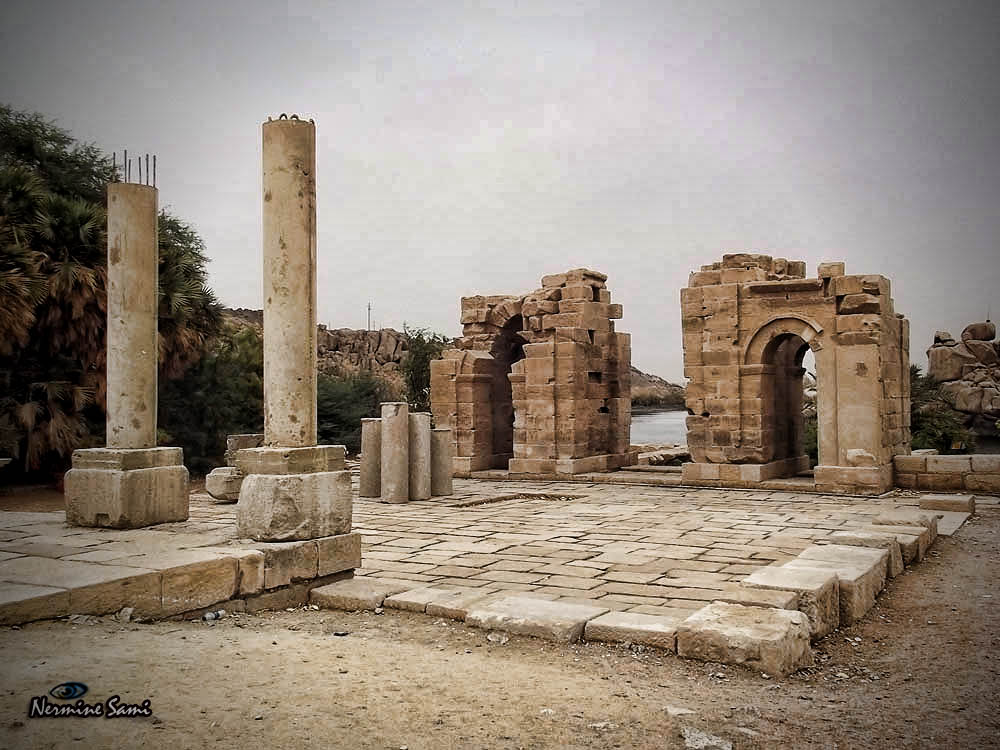
Augustův chrám na ostrově Philae

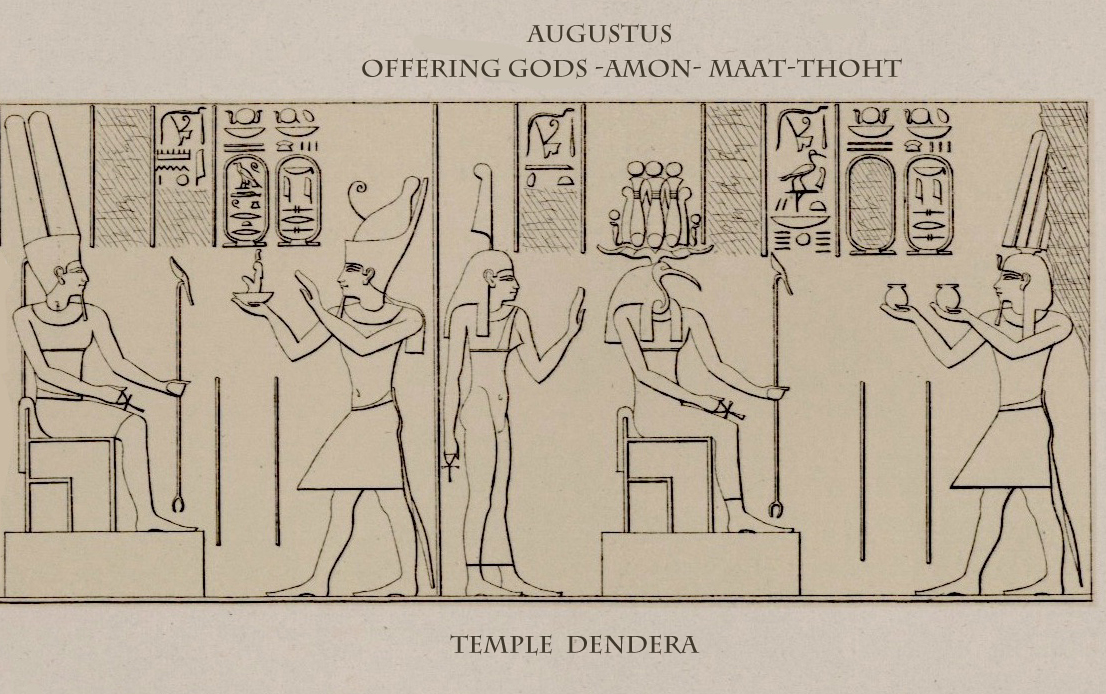
Augustus obětuje Amonu Maat a Thothovi

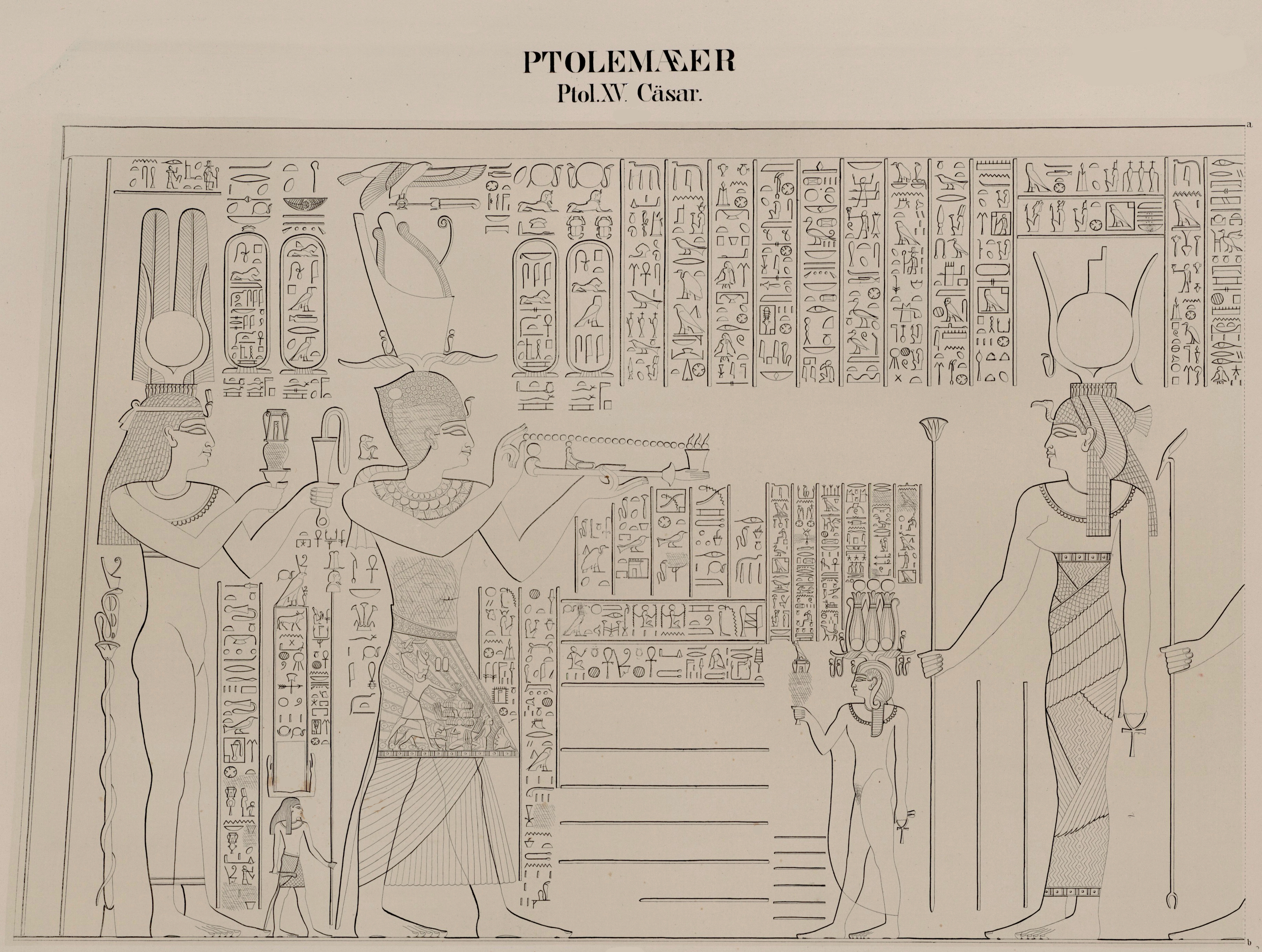
Potolemaios XV. Caesarion s Kleopatrou před bohyní Hathor

Nic nemohlo zachránit Caesariona. Jelikož byl synem Julia Caesara, byl stále potenciální hrozbou pro Octaviana. Zradil ho však jeho učitel při pokusu o útěk do Núbie. Byl přiveden zpět do Alexandrie a popraven. Kleopatřiny další děti však přežily a jejich výchovy se ujala Antoniova bývalá manželka Octavia. Dokonce i Kleopatřina dcera Kleopatra Seléné když dospěla, provdala se za Jubu II., krále Mauretánie v severní Africe, a stala se královnou. Jejich syn Ptolemaios Mauretánský následoval svého otce a vládl svému království, dokud nebyl popraven v roce 40 n. l. římským císařem Caligulou. Jeho smrtí definitivně skončila dlouhá řada Ptolemaiovců, jejichž slávu se Kleopatra tak těžce namáhala obnovit. Nicméně historie Egypta pokračovala.
Smrt Antonia a Kleopatry zanechala Octaviana jako jediného vládce Římské říše. O tři roky později, na počátku roku 27 př. n. l., předefinoval svou pozici, formálně končící druhý triumvirát a oficiálně obnovil civilní autoritu Senátu a zároveň si ponechal velitelskou pozici ve státě pod svým novým jménem Augustus. Když Octavianus v roce 30 př. n. l. opustil Egypt, ustanovil Cornelia Galla, správou nové římské provincii Aegyptus. Gallus, který byl odpovědný samotnému Octavianovi, obdržel nově vytvořený titul prefecta Alexandrie a Egypta. Augustus z již mnoha přívlastky se přihlásil 27 př. n. l. i k tradici presentovat svá vítězství egyptskými reliéfy zejména v chrámu v Dendeře a Philae včetně faraonských titulů:
|                                              |   |   |       |   |   |     |               |         |       |   |    |        |     |
| \| \| \| \| \| \| \| \| \| \| \| \| \| \| \| |   |   |       |   |   |     |               |         |       |   |    |        |     |
|                                              |   |   |       |   |   |     |               |         |       |   |    |        |     |
| k                                            | i | i | z · r | A | s | anx | I10 · t · N17 | t · N17 | p · t | H | st | t · H8 | N36 |

| k | i | i | z · r | A | s | anx | I10 · t · N17 | t · N17 | p · t | H | st | t · H8 | N36 |

|                                              |   |   |       |   |   |     |               |         |       |   |    |        |     |
| \| \| \| \| \| \| \| \| \| \| \| \| \| \| \| |   |   |       |   |   |     |               |         |       |   |    |        |     |
|                                              |   |   |       |   |   |     |               |         |       |   |    |        |     |
| k                                            | i | i | z · r | A | s | anx | I10 · t · N17 | t · N17 | p · t | H | st | t · H8 | N36 |

| k | i | i | z · r | A | s | anx | I10 · t · N17 | t · N17 | p · t | H | st | t · H8 | N36 | Caesar(Augustus), věčně žijící, milovaný Ptahem a Isis
|                |   |               |           |
| \| \| \| \| \| |   |               |           |
|                |   |               |           |
| A              | W | D46 · W · W11 | r · d · r |

| A | W | D46 · W · W11 | r · d · r |

|                |   |               |           |
| \| \| \| \| \| |   |               |           |
|                |   |               |           |
| A              | W | D46 · W · W11 | r · d · r |

| A | W | D46 · W · W11 | r · d · r |Moudrý vládce obou zemí, Císař